# Пыль (вредный производственный фактор)

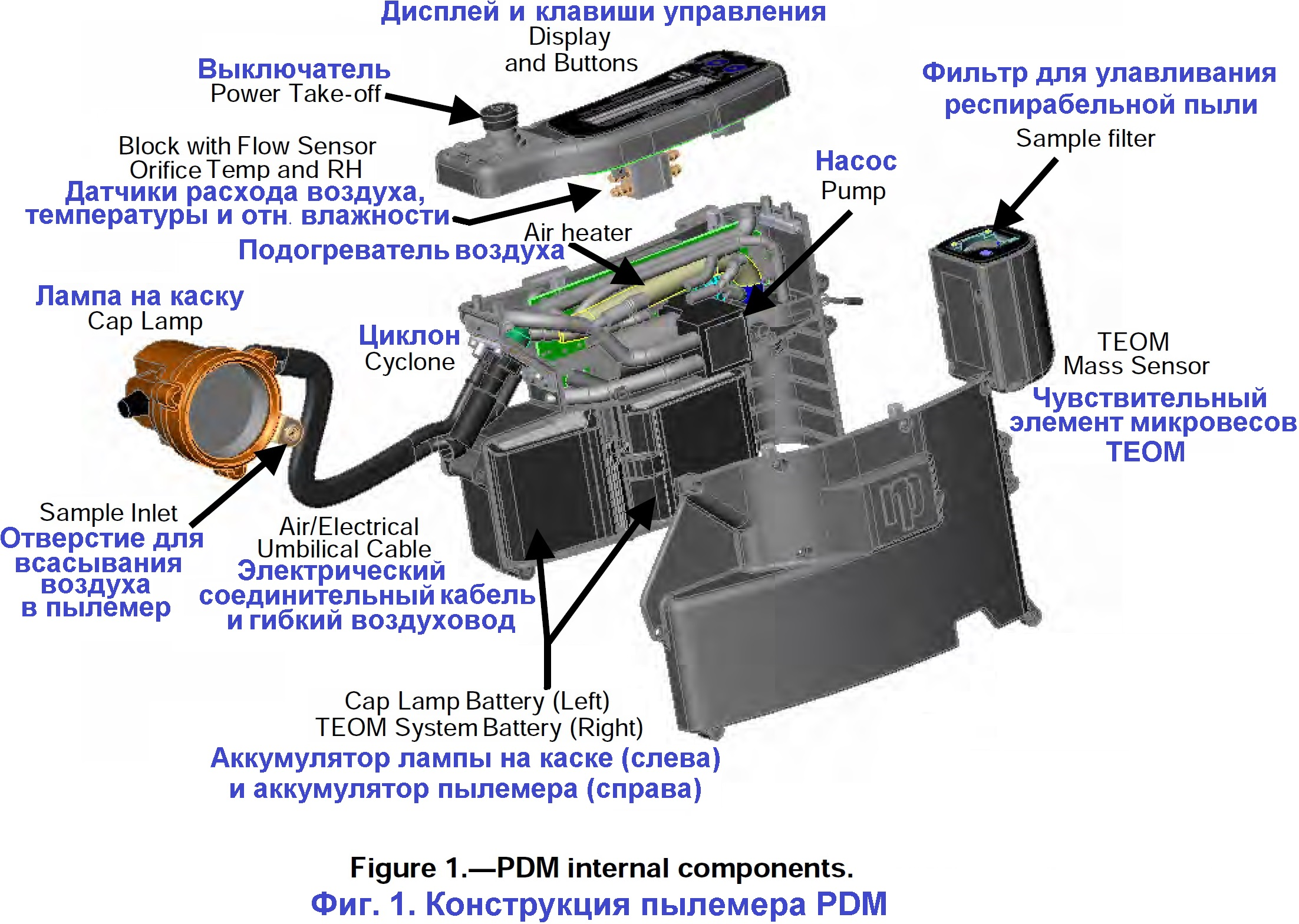
Современный персональный пылемер, измеряющий концентрацию в реальном масштабе времени

Пыль, загрязняющая воздух рабочей зоны, является дисперсной системой, состоящая из частиц твёрдых веществ разнообразной формы, размера и физико-химических свойств, образующихся в результате производственной деятельности. При достаточно высокой концентрации она является вредным производственным фактором, и может создавать опасность для жизни и здоровья.
Несовершенство технологических процессов, или недостаточное внимание к вопросам охраны труда, нередко приводят к тому, что при добыче, получении, переработке, обработке и использовании различных материалов, и производстве, эксплуатации и утилизации изделий, воздух рабочей зоны загрязняется различными веществами, в газообразном и/или аэрозольном состояниях. Такие загрязнения, при большой концентрации, могут создавать опасность для жизни и/или здоровья работника. Одним из очень часто встречающихся загрязнений является промышленная пыль.

## Свойства пыли
По размеру частицы пыли могут быть от нанометров до порядка 100 мкм, их условно подразделяются на:
- грубые, заметные невооружённым глазом и оседающие достаточно быстро;
- микроскопические, видимые в обычные оптические микроскопы, и оседающие в неподвижном воздухе с небольшой скоростью;
- субмикроскопические (менее 0,25 мкм), обнаруживаемые только при помощи электронных микроскопов, постоянно находящиеся в состоянии хаотического движения и практически не оседающие в неподвижном воздухе.

Производственная пыль образуется в результате дробления различных пород, угля, распыления пылевидного топлива и его сжигания, при переработке полезных ископаемых, при транспортировке и пересыпке материалов и т. п. Количество оседающей пыли в промышленных городах и их окрестностях составляет сотни тонн на 1 км2 в год. Пыль разрушает оборудование, снижает качество выпускаемой продукции, вызывает профессиональные заболевания, ухудшает санитарно-гигиенические условия труда, образует взрывоопасную и пожароопасную среду. Она может вызывать аллергические заболевания, в том числе бронхиальную астму, распространять возбудителей туберкулёза, дифтерии, аскаридоза и др. Пыль горнорудных предприятий и предприятий угольной промышленности вызывает профессиональные заболевания — пневмокониозы (силикоз, антракоз, асбестоз, баритоз, талькоз и др.); радиоактивная пыль — радиационное поражение организма человека, изменение состава крови. При сильной запылённости воздуха меняются спектр и интенсивность солнечной радиации, снижается освещённость, что также влияет на состояние здоровья человека. Некоторые виды пыли производственной могут вызывать заболевания кожи (дерматиты). При значительной запылённости атмосферы возможно заболевание глаз.
Частицы пыли под действием естественных сил (тяжести, электростатических и магнитных) коагулируют и оседают. Скорость оседания зависит от размера, плотности, формы, физического состояния частиц и газовоздушной среды. Скорость оседания частиц размером ~ 1 мкм составляет примерно 2,1 мм в минуту (в неподвижном воздухе), и очистка воздуха от подобной мелкодисперсной пыли за счёт гравитационного осаждения практически невозможна.

## Опасность и вредность пыли

### Взрывоопасность
Пыль горючих веществ, при высокой концентрации, может создавать опасность взрыва. А при дополнительном присутствии в воздухе горючих газов нижняя взрывоопасная концентрация пыли становится ещё меньше.
Ряд пылей (угольная, алюминиевая, магниевая, ацетатцеллюлозная, мучная, сахарная, серная и др.) при соответствующих концентрациях и при наличии источника тепла воспламеняется и взрывается. Вероятность воспламенения пыли производственной тем выше, чем выше её дисперсность. Взрывоопасные концентрации пыли изменяются в широких пределах. Так, например, для угольной пыли (в зависимости от наличия газа метана) взрывоопасная концентрация изменяется от 10 до 600 г/м3; серной и сульфидной — от 5 до 1000 г/м3.

### Опасность и вредность для здоровья
В зависимости от свойств пыли, её вдыхание пыли при высокой концентрации (заметно меньшей, чем взрывоопасная), и/или в достаточно большом количестве (при низкой и умеренной концентрации, за длительный период) может быть опасно.
Вредное для здоровья действие пыли может объясняться каким-то из её свойств (или их сочетанием):
- Радиоактивность. Нахождение источника излучения в непосредственной близости от тканей, (в органах дыхания, на коже и др.), длительное время (например - в лёгких) делает даже "мало"-радиоактивную пыль опасной.
- Токсичность. При добыче, а особенно при обогащении и переработке минеральных полезных ископаемых воздух может загрязняться различными ядовитыми веществами.
- Фиброгенность (способность увеличивать количество белка в соединительной ткани лёгких[4]). При попадании в лёгкие и бронхи совершенно не ядовитой, но нерастворимой пыли, в слишком большом количестве, организм не справляется с её удалением, и (при накоплении достаточно большой дозы) возникает опасность развития необратимых и неизлечимых профессиональных заболеваний - пневмокониозов (силикоз, антракоз, сидероз, асбестоз, и других), которые могут прогрессировать даже после перевода работника на не пыльную работу[5].

На основании научных исследований были получены значения концентраций пыли разных веществ, такие, что при работе в течение всего трудового стажа в условиях, когда концентрация пыли меньше этих ограничений, вероятность острых отравлений и/или профессиональных заболеваний нормальных здоровых работников отсутствует, или пренебрежимо мала: предельно допустимые концентрации вредных веществ в воздухе рабочей зоны, ПДКрз, или ПДК. Впервые в мире ПДКрз были разработаны и утверждены в СССР, и их соблюдение требовало законодательство (т.е. это не было лишь рекомендацией специалистов). Поскольку после 1 мировой и гражданской войн научный потенциал страны был очень сильно подорван, первые советские ПДК основывались на опубликованных результатах научных исследований, в значительной степени, а иногда и преимущественно немецких и американских. Позднее в СССР уделяли большое внимание изучению влияния вредных веществ на здоровье работников.
Бурное развитие химии и других отраслей затруднили проведение полноценных и трудоёмких исследований по множеству быстро появляющихся новых веществ. Для того, чтобы помочь работающим на производстве оценить опасность, и принять необходимые меры для защиты людей (если требуется), позднее были разработаны т.н. "Ориентировочно безопасные уровни воздействия" (ОБУВ). Это аналог ПДК, для тех веществ, которые уже используются на производстве, и для которых полноценные исследования, необходимые для обоснования ПДКрз, ещё не завершены.
В РФ последними документами, содержащими значения ПДК для более чем 2,4 тыс. вредных веществ (и смесей), а также примерно шесть сотен ОБУВ, являлись гигиенические нормы. Затем, в новом документе, собрали вместе все вредные факторы (и физические - шум и т.п.), а также включили в документ ПДК и предельно допустимые уровни для населённых мест и т.п. Получился громадный документ "обо всём". ПДКрз находятся в таблице 2.1.
| Вредное вещество                        | Среднесменная (за 8 часов) ПДКрз | Максимально разовая (средняя за 15 или 30 минут)* ПДКрз |
| --------------------------------------- | -------------------------------- | ------------------------------------------------------- |
| Пыль угля и породы с долей кварца до 5% | 10 мг/м3                         | не установлена                                          |
| Антрацит с содержанием кварца до 5%     | 6 мг/м3                          | не установлена                                          |
| Пыль зерновая                           | 4 мг/м3                          | не установлена                                          |
| Кварц                                   | 1 мг/м3                          | 3 мг/м3                                                 |
| Никель и его соединения                 | не установлена                   | 0,05 мг/м3                                              |
| Бериллий и его соединения               | 0,001 мг/м3                      | 0,003 мг/м3                                             |
| Справочно: сахарная пудра; крахмал      | 10 мг/м3                         | не установлена                                          |

- Максимально разовые концентрации для ядовитых веществ - за 15 минут, для преимущественно фиброгенных аэрозолей - за 30 минут.

Примерно век назад, когда разработка ПДК начиналась, специалисты надеялись, что развитие науки и техники позволит - пусть и не сразу, и не повсеместно - полностью устранить опасное воздействие пыли и других воздушных загрязнений на рабочих. Но со временем выяснилось, что технические средства коллективной защиты позволяют уменьшить запылённость, но достичь ПДК удаётся не всегда. В тех случаях, когда не удалось снизить воздействие пыли до ПДК и менее, степень опасности зависит от того, насколько сильно превышается ПДК. Для оценки степени опасности в конце 20-го века были разработаны  классы труда. Они позволяли определить степень опасности (риск) при сравнительно небольших превышениях ПДК.
| Показатель                                                            | класс труда                                                         | класс труда                                                                 | класс труда                          | класс труда                                                                                | класс труда                                                               | класс труда               |
| --------------------------------------------------------------------- | ------------------------------------------------------------------- | --------------------------------------------------------------------------- | ------------------------------------ | ------------------------------------------------------------------------------------------ | ------------------------------------------------------------------------- | ------------------------- |
| Показатель                                                            | 2 (допустимый, организм восстанавливается к началу следующей смены) | 3.1 (вредный, полное восстановление к началу следующей смены не происходит) | 3.2 (вредный, растёт заболеваемость) | 3.3 (вредный, профзаболевания лёгкой и средней тяжести, часто без потери трудоспособности) | 3.4 (возможна утрата трудоспособности из-за тяжёлых форм профзаболеваний) | 4 (опасный, недопустимый) |
| Концентрация фиброгенной пыли (антрацит и т.п.), ПДК                  | ниже 1 ПДК                                                          | 1,1-2                                                                       | 2,1-5                                | 5,1-10                                                                                     | более 10                                                                  |                           |
| Кратность превышения допустимой дозы вдыхаемой пыли, пылевой нагрузки | ниже 1 КПН*                                                         | 1,1-2                                                                       | 2,1-5                                | 5,1-10                                                                                     | более 10                                                                  |                           |
| Концентрация ядовитой пыли 1 класса опасности (никель и т.п.), ПДК    | ниже 1 ПДК                                                          | 1,1-3                                                                       | 3,1-6                                | 6,1-10                                                                                     | 10,1-20                                                                   | более 20                  |

- КПН - доза (суммарная масса) вдыхаемой пыли при её концентрации равной 1 ПДК, за период всего трудового стажа.

Изучение заболеваемости шахтёров и других работников показало, что при воздействии фиброгенной пыли опасность зависит от дозы, накопившейся в лёгких. Поэтому была предпринята попытка ограничить количество вдыхаемой пыли (пылевая нагрузка). В условиях, когда работодатели перестали заботиться о сбережении здоровья работников, а государство во всём содействовало крупному бизнесу, попытка добиться улучшения труда стала выглядеть трудновыполнимой. С учётом этого было высказано новое предложение по защите здоровья работающих в пыльных условиях, основанное чисто на медицинских соображениях: Если вдыхание пыли при опасной концентрации (стало) невозможно устранить, можно снизить длительность работы во вредных условиях. Тогда в лёгких накопится настолько мало пыли, что работник не заболеет, и сможет полноценно трудиться на любом другом рабочем месте с невысокой запылённостью. Предлагалось организовать персональный компьютерный учёт работающих в пыльных условиях, и учитывать условия труда и стаж работы в конкретных условиях, сохраняя и суммируя информацию при изменении работодателя и/или места работы.

### Примеры концентраций пыли на рабочих местах
Ниже приводятся некоторые данные о максимальных запылённостях в разных условиях.
- При отбойке угля вручную пневматическими молотками (трест Донецкуголь), и предварительном нагнетании воды в пласт, запылённость была около 86 мг/м3, а без нагнетения - 455 мг/м3.[12]
- При добыче угля из наклонного пласта, и уборке породы машинами, концентрация пыли могла достигать 1 грамм/м3.[13]
- До начала широкого использования гидрообеспыливания на угольных шахтах Караганды концентрация пыли при увеличении производительности оборудования возросла с 3,5 до 4,5 грамм/м3.[14]
- Наибольшая запылённость наблюдалась при работе комбайна ПК-10: в среднем 18,7, а максимум 37,86 грамм на кубометр (около бокового бура).[15]
- Запылённость при работе широкозахватных комбайнов и врубных машин на шахте 17-17 бис треста "Рутченков-уголь" (Донбасс) могла достигать 22 грамм/м3.[16]
- Результаты около 2 тыс замеров на 10 шахтах Донбасса показали, что при работе (новых) комбайнов (1К52ш, 2К52, К-101; БК-52, БК-101) с штатным орошением, концентрация пыли может достигать 4,6 грамм/м3, без орошения - 27,5 грамм/м3[17].
- После начала использования комбайна 1К-52Ш (сильно измельчающего уголь, фракция менее 6 мм - 40%), запылённость достигла 25 грамм на кубометр.[18]
- Из-за проблем с гидрообеспыливанием при низкой температуре воздуха, в шахтах на Крайнем Севере концентрация пыли достигала сотен мг/м3.[19]
- При бурении в том же регионе концентрация пыли могла достигать тысячи мг/м3.[20]
- Средняя за смену концентрация пыли, не в середине прошлого века, и не на Севере, достигала 260 мг/м3[21].

Проблемы с гидрообеспыливанием в условиях очень низких температур Крайнего Севера встречались и в прошлом. Но, как показывает опыт, эта проблема могла успешно решаться, например при бурении:
Схема этой конструкции заключается в следующем: выдуваемая из шпура пыль засасывается в приёмник, работающий по принципу инжектора от магистрального воздуховода пневматической установки при давлении 5-6 ат.
Запылённый воздух поступает по гибкому шлангу в железный бак, в котором, вследствие потери скорости, оседает 60-70% пыли. Затем также по гибкому шлангу воздух поступает в фильтр, построенный в виде высокого бака с рядом металлических сеток, укреплённых внутри перпендикулярно оси. К баку приделана на винтах крышка из слоя ваты между двумя сетками.
В нижней части бака находится вода, через которую воздух продавливается с большой скоростью. Оставшаяся в струе воздуха после первого бака пыль задерживаеется частью в воде, частью на сетках и, наконец, в слое ваты, которой закрыт цилиндр. Таким образом, выбрасываемый из фильтра воздух оказывается обеспыленным.

При низких температурах фильтр заполняется солёной водой. (запылённость снизилась с 428 до 33 мг/м3 - прим.)
Действительно, в подземных условиях избавиться от пыли сложно: рабочее место перемещается, и стационарный пылеуловитель быстро окажется бесполезен; места мало, крупные рукавные фильтры негде размещать; при использовании гидрообеспыливания воздух влажный, часто содержит капельки воды, и фильтрация через ткань может очень быстро закончится полным забиванием пор фильтровального материала; при выделении метана использовать электрофильтры невозможно; замкнутое пространство затрудняет защиту от шума, который могут создавать мощные, высокопроизводительные и/или высоконапорные вентиляторы (так, что их просто невозможно будет использовать). А на наземных предприятиях эти проблемы отсутствуют, или гораздо менее выражены.
Однако:
- При производстве ферросплавов на уральском заводе концентрация пыли с добавками (хром, ванадий, циркон, вольфрам, ниобий и др.) могла достигать 326 мг/м3.[23]
- При обрубке литья пневматическими молотками, до внедрения гидрообеспыливания, концентрация пыли могла достигать 1,62 грамм/м3.[24]
- До внедрения автоматизации, при зачистке листов металла концентрация пыли могла достигать 7 грамм/м3.[25]
- На цементном заводе концентрация пыли достигала 9 грамм/м3.[26]
- Не в середине прошлого века, и не в шахте, а на судоремонтном и металлургических предприятиях СПб, концентрация сварочного аэрозоля могла достигать 4,62 грамм/м3.[27]
- Наконец, при очистке крупных отливок (~ 100 тонн), концентрация пыли на рабочих местах превысила максимальное значение из приведённых выше для шахт: 38 грамм на кубометр[28].

## Вдыхание и выведение пыли из организма

### Осаждение пыли и её доза
При вдыхании большая часть крупной пыли оседает в верхних дыхательных путях, т.к. из-за сравнительно большой массы, инерционности, "не успевает" следовать всем поворотам, разгонам и торможениям струек воздуха в изменяющихся по форме и направлению каналах органов дыхания. Более мелкая пыль проходит ниже, в две трахеи (Ø 1,7 см) и крупные бронхи, "разводящие" вдыхаемый воздух в правом и левом лёгких, в их отдельные части. Самая мелкая пыль доходит до мельчайших бронхов (Ø 0,6 мм), примыкающих к альвеолам (где происходит газообмен с кровью). Все бронхи покрыты слизью, и на их поверхности есть "реснички", движение которых заставляет слизь (с осевшей пылью) постепенно подниматься вверх. В результате она оказывается в носоглотке, и может частично проглатываться. При вдыхании некоторых токсичных пылей, крупных частиц, у рабочих могут развиваться заболевания органов пищеварения. Очень мелкие частицы пыли, отчасти "проскакивают" через бронхи, и могут попадать в альвеолы. Защита лёгких от воздушных загрязнений в виде частиц "рассчитана" на самые опасные для человека мелкие частички - микробы. Специальные клетки, макрофаги, поглощают такие частички, и таким образом "обезвреживают" их. Часть мелких частиц, проникнувшая глубоко в органы дыхания, выводится из них через лимфу. В лимфатических узлах иногда находят очень мелкие частицы кварца.
Написанное выше относится к сравнительно здоровым органам дыхания. У части умерших при вскрытии могли обнаруживаться очень крупные пылинки глубоко в лёгких. Это может объясняться, например, прекращением самоочистки (из-за слишком долгой работы в очень запылённых условиях, разрушающих "покрытие" бронхов), и соответственно, "проваливанием вниз" осевших на стенках крупных пылинок - вместо их удаления вверх. Отсутствие сколько-нибудь нормально оплачиваемой не вредной работы, и необходимость кормить семью, как сказал акад. Измеров, заставляет людей в депрессивных районах менять здоровье на зарплату.
При вскрытии умерших от пневмокониоза горняков, отработавших в шахтах 10-15 лет, содержание пыли в лёгких может быть 20-30 грамм (при массе лёгких порядка 700 грамм). По данным содержание пыли в органах дыхания шахтёров, на 100 грамм массы сухой ткани лёгких, в зависимости от условий труда и длительности работы, могло быть от 2 до 64 грамма.
Если вычислить, сколько пыли вдыхал шахтёр за, например, 15 лет, масса будет совсем другой. При стаже работы 15 лет, числе рабочих дней в году 200, длительности смены 6 часов, вентиляции лёгких (при работе средней тяжести) 40 литров в минуту (2,4 кубометра в час), средней концентрации пыли 25 миллиграмм на кубометр (что для самой малоопсной пыли, в которой практически нет кварца и токсичных веществ, превышает предельно допустимую концентрацию (ПДК) всего лишь в 2,5 раза), в органы дыхания поступит (15×200×6×2,4×0,025) около килограмма пыли. Но при превышении ПДК лишь в 2,5 раза от пневмокониоза умирают нечасто, или же работают до момента развития болезни не 15 лет, а заметно больше. Так, по оценкам специалиста НИИ медицины труда Еловской, степень опасности дозы вдыхаемой пыли (при стаже 50 лет) можно приближённо оценить так:
| Вид пыли                                                  | Класс условий труда                       | Класс условий труда | Класс условий труда | Класс условий труда |
| Вид пыли                                                  | Допустимый (максимальная безопасная доза) | Вредный             | Вредный             | Опасный             |
| --------------------------------------------------------- | ----------------------------------------- | ------------------- | ------------------- | ------------------- |
| Высоко- и умереннофиброгенные пыли, ПДК от 0,5 до 2 мг/м3 | не более 50-250 грамм                     | до 500-1000 грамм   | более килограмма    | -                   |
| Слабофиброгенные аэрозоли, ПДК от 2 до 10 мг/м3           | не более 50-250 грамм                     | до 10 килограмм     | более 10 килограмм  | -                   |

Иными словами, вдыхая за время работы огромное количество пыли, заметно более килограмма, организм заболевших накапливает в лёгких лишь 1-2%. Это отличие невозможно объяснить использованием респираторов, т.к. они часто не применяются, и даже при своевременном применении малоэффективные полумаски обычно снижают загрязнённость вдыхаемого воздуха лишь в несколько раз - а не на два порядка.
Большая часть вдыхаемой пыли удаляется за счёт "самоочистки".
В связи с этим на западе стали разрабатывать значения ПДК не для всей пыли, а для мелкой, самой опасной (респирабельной). В СССР поступили иначе: так как крупные частицы пыли вызывают заболевания бронхов (бронхиты), которые нарушают удаление мелкой пыли из лёгких, стали учитывать и крупную пыль. В принципе, ПДУ для кварцевой пыли 1 миллиграмм на кубометр (у нас) может точно соответствовать ПДУ 0,1 миллиграмм на кубометр для кристаллического кварца в виде мелкой респирабельной пыли (в США), если доля респирабельной пыли 10% от всей пыли по массе. Но измерять именно респирабельную часть пыли гораздо сложнее.
Из-за того, что большую часть пыли организм удаляет сам, очень важно сохранить и поддерживать эту способность.

### Медицинско-профилактические мероприятия
Улучшение условий труда является наилучшим решением проблемы. Но это не всегда удаётся, а в условиях слабого стимулирования работодателей не все этим занимаются.
Столкнувшись с тем, что снизить концентрацию пыли на рабочих местах горняков до безопасного, предельно допустимого уровня, и ниже, удаётся не всегда, медицинские специалисты стали уделять много внимания также сохранению и поддержанию способности организма самоочищаться.
- Медицинское обследование при приёме на работу. "Отсев" людей с плохим здоровьем, особенно в отношении органов дыхания, позволял снизить риск ухудшения здоровья при воздействии вредных производственных факторов, в том числе при работе при повышенной запылённости. В целом, в СССР имелось достаточно рабочей силы для проведения такого "отсева". С 1990-х, резкое ухудшение социально-экономических условий, и превышение смертности над рождаемостью, побуждали людей с плохим здоровьем идти работать в заведомо вредные и опасные условия, чтобы прокормить семью, и скрывать ото всех начало развития профзаболевания. А разрушение системы здравоохранения и стремление получить прибыль любой ценой (при нехватке рабочих рук) приводила к их приёму на работу. Поэтому, и из-за других причин, по данным руководителя Ростовского центра профпатологии Ирины Пиктушанской († 05.2015), процесс инвалидизации шахтёров значительно ускорился – теперь это происходит через 4 месяца после постановки первичного диагноза, а не через 20 лет, как было в 1960-е. И срок дожития шахтёров после постановки диагноза профзаболевания за полвека (вопреки прогрессу науки) тоже сократился – с 38 до 4 лет в среднем[32].
- Периодические медицинские обследования. Поскольку пневмокониозы, развивающиеся при вдыхании нерастворимой пыли (угольной - антракоз, содержащей кварц - силикоз, и т.д) неизлечимы, то обнаружение заболевания на его начальной стадии, и перевод на менее вредную работу является наилучшим решением. К сожалению, резкое ухудшение социально-экономических условий заставляет часть работников идти на всё, чтобы накормить семью (сейчас), и стремиться скрывать развитие заболевания, а качество медосмотров в коммерческих медицинских организациях в отношении выявления профзаболеваний исключительно низкое. Как отметил руководитель одного из центров профпатологии Роспотребнадзора, описывая сложившееся у работодателей отношение, привёл пример химического завода, где практически не было безопасных рабочих мест: "работодатель требовал, чтобы все работники по итогам медобследования были признаны здоровыми". Коммерческие организации, не желая потерять клиентов, часто идут им навстречу, а рабочие не участвуют в выборе места проведения обследования. Часть работников, находясь в неблагоприятных социально-экономических условиях, и стремясь материально обеспечить семью (на краткосрочном периоде) - боится потерять рабочее место. К сожалению, уже не первое десятилетие обнаруживается, что шахтёры, проходившие периодические медицинские осмотры, из-за недостаточной чувствительности флюорографии признавались здоровыми тогда, когда вскрытие (после смерти из-за несчастных случаев и т.п.) выявляло профзаболевания на начальном этапе развития. Пример - результаты анализа у 50 горнорабочих[33].
- Простудные заболевания. При простудных заболеваниях нормальная очистка органов дыхания подавляется. 
  - Профилактика простудных заболеваний. При учёте в медико-санитарных частях заболеваемости работников могло проводиться профилактическое общеукрепляющее лечение препаратами, повышающими иммунитет, перед началом сезонного (осеннего и весеннего) роста простудной заболеваемости; часто болевших работников могли направлять в санатории-профилактории[34]. При переходе на самоокупаемость, и одновременном прекращении финансирования работы заводских медицинских подразделений из центра (их передали на баланс предприятий), произошло массовое сокращение медико-санитарных частей[35] и свёртывание такой деятельности.
  - Фотарии. Для профилактики, с учётом того, что часть шахтёров работает под землёй, и испытывает недостаток солнечного света, организовывали фотарии[36]. Получение нормальной дозы ультрафиолетового света повышало сопротивляемость организма к возбудителям инфекции, может замедлять развитие силикоза, и может использоваться для его профилактики - как полезное дополнение к мероприятиям по снижению запылённости (пример[37]).
  - Ингаляции. При осаждении на стенках бронхов большого количества пыли их способность самоочищаться ухудшалась. Вдыхание аэрозолей специально подобранных веществ помогало восстановить нормальную самоочистку, и разжижало слизь на стенках бронхов[38]. Проводились лечебные тепло-влажные ингаляции щелочных, соляно-щелочных растворов или минеральных вод[39].
- Все возможные меры для стимулирования здорового образа жизни, отказа или уменьшения курения, потребления алкоголя, здоровое питание, занятия спортом. К сожалению, при работе во вредных (пыльных) условиях происходит противоположный "профессиональный отбор". Людям, которые понимают, что курение вредно, но курят - психологически легче понимать, что работа на запылённом рабочем месте вредна, и продолжать терпеть это (по сравнению с некурящими). С алкоголем ситуация ещё хуже. Совет отказаться от употребления этого ядовитого вещества[40], имеющего также наркотические свойства, с чисто медицинской точки зрения - безупречный. Но он не учитывает, что части людей трудно переносить вредные условия труда без какого-то аналога "общего наркоза", и что к этому "способу" стимулирования нередко прибегали и прибегают начальники. До тех пор, пока люди способны выполнять работу, некоторым руководителям бывает проще не беспокоиться о потреблении ими алкоголя, а иногда даже стимулировать его[41] - чем обеспечить безопасные и гигиеничные условия труда, и достойную зарплату.

Лечебные мероприятия направлены на:
- Усиление антиоксидантной защиты органов дыхания с помощью антиоксидантных препаратов;
- Повышение устойчивости альвелоярных макрофагов с помощью метаболитов цикла Кребса;
- Подавление биологической активности фиброгенной пыли с помощью азот-содержащих полимеров, хелатов железа и препаратов, улучшающих регенерацию генома;
- активацию процессов регенерации эластического каркаса лёгких путём ингаляции природных ингибиторов протеаз;
- Бронхорасширяющая терапия;
- Длительная оксигенотерапия при хронической дыхательной недостаточности.

Для удаления пыли из лёгких улучшают самоочистку слизистого покрова органов дыхания с помощью эндобронхиальной лазеротерапии, аэрозольтерапии, бронхоальвеолярного лаважа, путём приёма лекарств, делающих мокроту более жидкой, и способствующих её удалению (муколитических средств).
Для регуляции антиоксидантной системы, устранения дисметаблоитических расстройств используют антиоксиданты, позволяющие регулировать интенсивность свободнорадикального окисления липидов. К естественным антиоксидантам относятся альфа-токоферол (витамин Е), аскорбиновая кислота (витамин С), бета-каротин, цинк, селен. Витамин Е накапливается в фосфолипидах клеточных мембран и реагирует с радикалами липидов в месте их возникновения, ингибирует фосфолипазу, увеличивает плотность фосфолипидов в клеточной мембране, повышая её устойчивость. Витамин С реагирует с радикалами кислорода, предохраняя слизистую оболочку бронхов от действия активных форм кислорода, выделяемых фагоцитами при воздействии токсичных веществ, пылевых частиц, микробов и вирусов. Бета-каротин, цинк и селен входят в активные центры антиоксидантных ферментов. Для лечения рекомендуются курсы антиоксидантных препаратов 2-3 раза в год.
Глутаминовая кислота (глутамат натрия, кальция) способствуют повышению устойчивости кониофагов (альвеолярных макрофагов, фагоцитирующих пыль) к энергодефицитному состоянию и внутриклеточной гипоксии, является наиболее активным стимулятором биоэнергетических процессов, стимулирует окислительные процессы и повышает устойчивость к гипоксии, участвует в белковом и углеводном обмене, улучшает обезвоживание и выведение из организма аммиака, способствует синтезу ацетилхолина и АТФ и переносу ионов калия. Глутаминовая кислота, проникая через гематоэнцефалический барьер, стимулирует передачу возбуждения в синапсах центральной нервной системы. Рекомендуется чередовать курсы глутаминовой кислоты с антиоксидантами.
Для купирования бронхиальной обструкции используются антихолиэнергические препараты (ипратиум бромид, тиотропиум бромид), бета-два антагонисты (формотерол, фенотерол, салметерол, сальбутамол, индакатерол).
Для лечения воспалительного процесса при быстропрогрессирующем пневмокониозе традиционно используют глюкокортикоиды (ГКС) в небольших дозах и короткими курсами. Наиболее оптимальным является применение ингаляционных форм бекламетазона дипропионата в суточной дозе 500-1000 мкг, редко - пероральные ГКС. Иммуносупрессивная терапия при пневмокониозе назначается обычно только при силикозе и асбестозе, в связи с их склонностью к прогрессированию. В случаях быстро прогрессирующего силикоза применяют ГКС в течение 6-12 мес с последующим уменьшением дозы. Однако эффективность терапии пневмокониоза глюкокортикоидами не была доказана в клинических исследованиях.
При наличии дыхательной недостаточности проводится длительная оксигенотерапия (30-40-50% увлажнённый кислород по 30-40 минут через носовой катетер со скоростью 4-6 л/мин), целью которой является поддержание давления кислорода в альвеолах лёгких не менее 6,6 кПа (т.е. концентрация 6,6% по объёму), и pH не ниже 7,26.
В случае развившейся лёгочной гипертензии и правожелудочковой недостаточности лечение проводят согласно соответствующим рекомендациям без специфики относительно пневмокониоза.
Лечение больных пневмокониозами, осложнённых туберкулёзом, проводится в условиях противотуберкулёзного диспансера до абациллирования с последующим длительным амбулаторным лечением и наблюдением в зависимости от формы туберкулёза.
На поздних стадиях заболевания при прогрессировании дыхательной недостаточности в редких случаях возможна трансплантация лёгких. В США 1% больных пневмокониозами выполнена пересадка лёгких.

Немедикаментозное лечение - нормализация режима труда и отдыха; полноценное сбалансированное питание с достаточным содержанием белков, жиров и витаминов; физическая активность больного, включающая лечебную дыхательную гимнастику, водные процедуры, спелеотерапию, спорт. Ингаляционная терапия включает щелочные, соляно-щелочные ингаляции 1-2 раза в день на курс 10-15 ингаляций.
Важным является отказ больных от курения и их рациональное трудоустройство.

### Предложение использовать поливинилпиридин
Пневмокониозы - неизлечимы, и могут прогрессировать после прекращения работы в пыльных условиях. Однако контакт вредной пыли с организмом происходит по поверхности пыли, и изменение свойств этой поверхности может повлиять на взаимодействие частиц пыли с окружающей средой.
В 1960-х немецкая химико-фармацевтическая компания Bayer AG синтезировала новый препарат, а позднее в СССР был синтезирован его аналог - поливинил-N-пиридин. Это малотоксичное вещество, помимо прочего, могло контактировать с поверхностью пылевых частиц, так, что их вредное действие на организм значительно уменьшалось; а способность организма самостоятельно удалять их - сильно повышалась. Препарат вызвал интерес у медицинских специалистов, занимавшихся проблемами профилактики и лечения силикоза.
Эксперименты на животных показали его положительное влияние. Предположительно, препарат взаимодействовал с активными центрами на поверхности частиц кварца (на вредное действие других видов пыли, например асбеста, он не влиял). Эксперименты на культурах клеток и крысах показали его способность сильно уменьшать вредное действие кварцевой пыли (пример), и малую токсичность; было получено разрешение провести его испытания на людях.
Лечение больных силикозом велось в Донецком и Свердловском институтах гигиены труда. В Свердловске обнаружили, что у небольшой части больных поливинил-N-пиридин вызывает резкую реакцию организма, так, что даже при значительном уменьшении дозировки лечение невозможно. У тех больных, которые прошли курс лечения, силикоз не был вылечен, и флюорография не показала его ослабления. При внутривенном введении препарата у больных уменьшался или пропадал кашель, одышка, слабость, значительно улучшалось самочувствие и показатели дыхания, измеренные пневмотахометрией, и положительный эффект сохранялся очень долго. За период наблюдения после лечения, ни у одного из них не происходило дальнейшее развитие силикоза (что бывает очень часто). Публикации донецких профпатологов, в целом, более оптимистичны, но позднее и в части из них писали об обнаружении случаев непереносимости препарата у некоторых больных - при использовании его в больших дозах.
В принципе, можно было бы проверить другие препараты, разработанные позднее аналоги поливинилпиридина, показавшие аналогичное и не худшее действие на пыль кварца в экспериментах на животных и культурах клеток, и/или, учитывать индивидуальные особенности реакции организма работников при профессиональном отборе для работы в запылённой атмосфере.
</ref>
Однако по непонятным причинам полноценные испытания даже только поливинилпиридина не было проведено, и для лечения больных он не был рекомендован. Эта странная ситуация возмущала академика Величковского, который считал, что следует провести более углублённое изучение таких препаратов; и учесть то, что их уже используют для лечения (торможения развития заболевания) в некоторых странах, например - в Китае. Он отметил, что аналогичный лекарственный препарат (полиоксидоний) настолько малотоксичен, что его применение (для других целей) - разрешено.

## Измерение концентрации вдыхаемой пыли
В начале 20-го века средств для измерения запылённости, и эффективных фильтров, задерживающих мелкую пыль, не было. Имелись устройства, позволявшие осаждать пыль, например, на стекло, что позволяло подсчитать количество пылинок под микроскопом. Зная о большей опасности мелкой пыли, и не имея никаких других приборов, которые бы можно было использовать для измерений на рабочих местах, западные специалисты начали разрабатывать ПДК для концентрации пыли по счёту (штук на кубический сантиметр).
Позднее, после разработки эффективных фильтров, под влиянием советских специалистов, произошёл почти повсеместный переход к измерению концентрации пыли по массе. Но на западе продолжали стараться измерять концентрацию именно мелкой, более опасной пыли. В СССР (и в РФ) предпочли измерять концентрацию всей пыли, т.к. учитывалось негативное влияние крупных пылинок на самоочистку органов дыхания от пыли, и такие замеры было проще сделать - в больших количествах, и в условиях рабочих мест.
Исследования показали, что выбор места всасывания воздуха может очень сильно повлиять на результат измерений: уже первая попытка сравнить концентрации пыли, измеренные примитивным персональным пробоотборником, и находившимся рядом в 2-3 метрах стационарным измерителем, выявила отличия до 41 раза. В результате в развитых странах наладили выпуск компактных и лёгких персональных пробоотборных насосов, в том числе во взрывобезопасном исполнении (для угольных шахт), и начали их широко использовать.
В СССР понимали важность места отбора проб, но персональные пробоотборные насосы промышленность не изготавливала. Придумывали разные штативы, чтобы держать трубку около головы работника (на постоянном рабочем месте). Для прокачивания воздуха через фильтр во взрывоопасной атмосфере придумали использовать сжатый воздух из баллона (АЭРА), но его было невозможно использовать, таская с собой из-за громоздкости и большого веса. Получилась неувязка: все ПДК и пылевые нагрузки разработаны для концентрации или количества пыли, вдыхаемого шахтёром. А их нечем измерить...
Отбор проб воздуха с помощью небольшого носимого насоса позволяет взвесить фильтр после смены, и определить среднюю концентрацию пыли. Но это не позволяет оперативно реагировать на изменение условий труда в течение смены. Из-за роста заболеваемости шахтёров антракозом, для улучшения контроля за условиями труда в угольных шахтах США изменили законодательство: снизили ПДК и одновременно стали требовать, чтобы всем работающим в наиболее пыльных условиях на угольных шахтах выдавали новый персональный пылемер, измеряющий концентрацию пыли непрерывно в реальном масштабе времени. Сразу после внедрения таких пылемеров доля случаев работы в условиях превышения ПДК снизилась в несколько раз: шахтёры, управляя угольным комбайном с помощью дистанционного управления, замечали увеличение запылённости, и передвигались в место с более чистым воздухом. Из-за того, что у нас ПДК установлены для всей вдыхаемой пыли, а не для мелкой (как в США), аналогичный персональный пробоотборник, при его разработке в РФ, может получится гораздо проще, легче, компактнее и дешевле.

## Эффективные способы защиты от пыли
- предварительное увлажнение разрушаемого горного массива, препятствующее образованию пыли, и её попаданию в воздух;
- промывка шпуров и скважин при их бурении;
- автоматизация пыльных видов работ; использование дистанционного управления;
- пылеотсос (удаление пыли от места её образования);
- приточно-вытяжная вентиляция с последующей очисткой воздуха от пыли фильтрами;
- организация движения воздуха таким образом, чтобы он всегда двигался от людей к источнику пыли, и никогда - наоборот (для этого в тупиковых выработках используют местный отсос, встроенный в комбайн);
- связывание осевшей пыли и смыв её в водоотводящие системы;
- орошение мест пыления;
- осаждение пыли из воздуха путём орошения (для наиболее опасной мелкодисперсной пыли — очень неэффективный способ);
- герметизация пылящего оборудования, увлажнение пылящих материалов, использование пневмотранспорта;
- воздушные души, снижающие концентрацию пыли в зоне дыхания;
- систематичное измерение запылённости вдыхаемого воздуха с помощью персональных пробоотборников (в РФ и на Украине на 2015 г не было пробоотборных насосов, сертифицированных для применения в условиях взрывоопасной атмосферы - свои не разработали; а поставщики импортных не оформили соответствующие документы). А в США с февраля 2016г работодатели, проводящие подземную добычу угля, обязаны использовать персональные пылемеры PDM, работающие в реальном масштабе времени[1]. Это позволяет своевременно обнаружить превышение ПДК, и принять адекватные корректирующие меры.

В руководствах по снижению запылённости при добыче угля и других полезных ископаемых можно узнать о современных способах уменьшения запылённости, которые позволяют снизить концентрацию пыли до ПДК и ниже на большинстве рабочих мест, в том числе в забое.
При невозможности обеспечения ПДК организационно-техническими мероприятиями применяют средства индивидуальной защиты, в частности противопылевые респираторы типов Ф-62Ш, «Астра-2», У-2С, «Лепесток», ПРШ-741, РПМ-73, пневмокостюмы, скафандры, очки и др., но эффективность респираторов-полумасок очень низкая. К биологическим методам профилактики заболеваний, вызываемых действием пыли, относятся ультрафиолетовое облучение организма, щёлочная ингаляция, специальное питание, выдача молока и др.; однако эти мероприятия не устраняют причину заболеваний, и не способны излечить от пневмокониозов и др. заболеваний. Скорее, эти методы укрепляют организм, облегчают состояние рабочего, лечат проявления симптомов заболеваний - и тем самым оттягивает инвалидизацию, делают жизнь больного более приемлемой, терпимой. По данным американских специалистов, такие профзаболевания как пневмокониозы (силикоз, антракоз и др.) — неизлечимы и необратимы, а хроническая обструктивная болезнь лёгких - необратима, и единственным способом профилактики является предупреждение попадания пыли в органы дыхания.

### Использование средств индивидуальной защиты (СИЗ) для профилактики пневмокониозов
По мнению начальника Департамента условий и охраны труда Ю.Г. Сорокина (Минтруд РФ), одновременно возглавлявшего лоббистское объединение поставщиков СИЗ "... наиболее часто у работников диагностируются ... пневмокониозы ... . Правильный подбор и применение современных СИЗ для защиты органов дыхания позволяет предотвратить возникновение данных заболеваний". Заявление о высокой профилактической эффективности СИЗ органов дыхания (и других) было обосновано ссылкой на "экспертные оценки". 
Влияние СИЗ на профессиональную заболеваемость рассматривалось во многих из ежегодных докладов Роспотребнадзора "о санитарно-эпидемиологическом благополучии ...". По данным этих документов за 2003-2023 гг. из 147 тыс. случаев профзаболеваний и отравлений 461 был вызван: отсутствием СИЗ (6,8%), не применением СИЗ (45%), недостатками СИЗ (48%), или неисправностью СИЗ (0,2%). Этот 461 случай составляет всего лишь 0,31% от всех 147 тыс. профзаболеваний и отравлений.
Тем не менее, вопреки мнению специалистов и опыту развитых стран, но благодаря государственной поддержке, СИЗ стали основным (нередко единственным) средством профилактики профзаболеваний в РФ: затраты на СИЗ достигли 49,8 % от затрат на охрану труда, за 2001-2023 гг. их закупки возрасти в 15 раз. Но это не привело ни к устранению профзаболеваемости, ни к заметному снижению смертности населения РФ трудоспособного возраста, что подтверждает их низкую эффективность как профилактического средства.